# Gørlev (plaats)
Gørlev  is een plaats en was tot 1 januari 2007 een gemeente in Denemarken.

## Voormalige gemeente
De oppervlakte bedroeg 92,06 km². De gemeente telde 6556 inwoners waarvan 3243 mannen en 3313 vrouwen (cijfers 2005). Bij de herindeling werd de gemeente toegevoegd aan de gemeente Kalundborg.

## Plaats
De plaats Gørlev telt 2492 inwoners (2008).

## Geboren
- Heino Hansen (1947), Deens voetballer